# Cuando la tormenta pase
Cuando la tormenta pase es una novela de misterio escrita por Manel Loureiro, ganadora del Premio de novela Fernando Lara 2024.

## Argumento
Roberto Lobeira es un periodista de acción y corresponsal de guerra, que ha escrito su primer libro, La mirada fugaz, obteniendo un gran éxito en ventas. Viendo un documental en televisión sobre la isla de Ons, le vienen ideas para otra novela y decide visitar la isla.
Esta isla forma parte de un parque nacional y es muy visitada durante los meses estivales, pero en octubre cesa la actividad turística y tan solo quedan en ella unos pocos habitantes para pasar el invierno. Lobeira, buscando la tranquilidad que necesita para escribir, alquila una casa en la isla fuera de la temporada turística.
Conocerá a los habitantes, divididos en dos familias enfrentadas desde hace años, los Freire y los Docampo, y se verá afectado por las disputas entre estos cuando Lobeira encuentre un fardo flotando en la costa y lo recoja.